# 2085 Henan
2085 Henan eller 1965 YA är en asteroid i huvudbältet som upptäcktes den 20 december 1965 av Purple Mountain-observatoriet i Nanjing, Kina. Den är uppkallad efter den kinesiska provinsen Henan.
Asteroiden har en diameter på ungefär 13 kilometer. Den tillhör och har givit namn åt asteroidgruppen Henan.